# Harbil
Harbil est une commune de la Wilaya de Sétif en Algérie.

## Géographie

### Situation
La commune de Harbil s'étend sur 85,7 km2. Elle appartient à la zone montagneuse nord de la wilaya de Sétif. D’une manière générale, la commune se caractérise par un relief marqué par des pentes très fortes et des altitudes très élevées dans sa moitié sud. Elle se caractérise par des altitudes très élevées principalement dans sa moitié nord. En effet l’altitude oscille entre 1 115 et 1 503 mètres, le point le plus bas étant situé au nord-est, alors que le point culminant est situé au sud-ouest de la commune.
| Beni Ourtilane      | Aïn Legradj           | Draa Kebila      |
| Guenzet             | Harbil                | Hammam Guergour  |
| Bordj Zemoura (BBA) | Khelil • Chefaa (BBA) | Ras el Ain (BBA) |

### Localités de la commune
La commune de Harbil est composée des localités suivantes : Tittest, Kordjana, Ouled Rezzoug, Ras El Feidh, Ouled Si Khelifa, Boumakhlouf, Atoubou, Tidjet, Thighert N'Drar, Dar El Hadj, Meguarba, Ksemtina, Mouriana, Laazib N'Cheikh, Draa Laazib, Aldjenaoune, Tagma

## Histoire
Harbil est une nouvelle commune issue du dernier découpage administratif et qui faisait partie auparavant de la commune de Guenzet. C'est une commune de piémonts et de montagne regroupant des villages de la région Nord-Ouest de la chaîne des Babors de la wilaya de Sétif. Avec Guenzet, elle forme le pays des "Aṭ Yala"; tribu berbère venue de M'Sila fuyant les Hillaliens.
L'ex douar "Harbil" (Ḥerbil en kabyle) est un ancien douar qui a été rattaché dès 1890 à la commune mixte de Hammam Guergour.
Selon Mouloud Gaïd, "Les premiers habitants étaient donc les Zata (pluriel Anzathen) auxquels vinrent se greffer les descendants de Yala, auxquels s'est intégré l'apport extérieur, c'est-à-dire des familles ou des individualités venues d'un peu partout pour des raisons diverses, soit pour échapper à la vendetta pour un crime commis, soit pour fuir la vindicte du vainqueur d'une guerre contre son sof, soit pour trouver occupation et vivre loin du besoin. Par ailleurs, les princes de Bejaïa envoyaient dans cette région, marche de leurs territoires, les condamnés de droit commun, des talebs turbulents hostiles au pouvoir, ou des auxiliaires chargés de la surveillance et du ramassage des impôts, en nature généralement. On l'a appelé Harbil. La population de Harbil à l'Est des Beni-Yala est hétérogène. Elle est composée surtout d'Arabes venus des Ouled Thaïr, des Ouled Abdellah, des arabophones de la vallée du Guergour et de Bougaa. Au milieu de Kabyles, ils ont adopté leur langue et leur mœurs. Le type de Harbil est généralement brun, rustre, endurant au travail. Comparez le à celui de Chréa, par exemple, celui-ci est blanc de peau, souvent blond ou châtain avec des yeux clairs ou bleus, ce que l'on trouve rarement à Harbil. Ils parlent indifféremment arabe ou kabyle, une langue qui comporte beaucoup de mots arabes kabylisés. Ils sont administrativement inclus aux Beni-Yala, ethniquement, ils le sont moins bien. Bien sûr, il y a eu des alliances qui ont rapproché les uns aux autres pour se confondre parfois dans les mêmes intérêts. Harbil a fourni au pays des intellectuels de hauts cadres- des officiers supérieurs dans l'armée nationale ce sont des gens honnêtes, et travailleurs."

## Démographie
Au recensement général de la population et de l’habitat de 2008, la population totale de la commune atteint 3 675 habitants. Un peu plus de la moitié de cette population habite le chef-lieu de commune (Tittest) d'où est originaire le grand colonel Si M'hamed Bouguerra chef de la wilaya 4 Historique qui regroupait tout le centre du pays ; la commune compte trois agglomérations secondaires (Dar El Hadj, Kordjana et Laazib) qui abritent quelque 1 618 habitants.
La population qui réside le chef-lieu de commune s’élève 1 590 habitants ; le taux d’agglomération est de l’ordre de 87 %.
Au plan de l’évolution démographique, au recensement de 1987, la population totale de la commune était estimée à 8 148 habitants. Elle passe à 3 650 habitants en 1998 pour atteindre 3 686 habitants au recensement de 2008, à cause la migration de sa population vers les grandes villes ou vers l’étranger, d’une part puis également, à cause de l’exode rural presque massif, à la suite des événements douloureux qu’a connus toute la région.

## Économie
La commune de Harbil est une région montagneuse : elle se caractérise par ses produits agricoles de montagnes tels que des produits de haute qualité d’huile d'olive issue de différentes variétés d’olives, ainsi qu’accessoirement des figues, des grenades, du miel de montagne.
La commune de Harbil est connue aussi par sa richesse en source hydrique tel que «Tala» Dar el Hadj, Bouzoula et Cherchour de Tidjet.